# Molophilus (Molophilus) tenuiclavus
Molophilus (Molophilus) tenuiclavus is een tweevleugelige uit de familie steltmuggen (Limoniidae). De soort komt voor in het Australaziatisch gebied.